# Братья. Последняя исповедь
«Бра́тья. После́дняя и́споведь» (укр. «Брати́. Оста́ння спо́відь») — украинский драматический фильм, снятый дебютантом Викторией Трофименко по мотивам романа «Шмелиный мёд» шведского писателя Торгни Линдгрена. Лента рассказывает историю любви и ненависти двух братьев-гуцулов, которые доживают свой век в горном селе в Карпатах.
Фильм был представлен на двадцать одном кинофестивале, среди которых кинофорумы в Гоа, Шанхае и Москве. На последнем лента получила приз кинокритиков, а актриса Наталья Половинка — награду за лучшую женскую роль.
Мировая премьера фильма состоялась 28 ноября 2013 года в рамках главного конкурса на индийском международном кинофестивале в Гоа, а на Украине — 18 сентября 2014 года в главном конкурсе на международном кинофестивале «Молодость». В украинский широкий прокат «Братья. Последняя исповедь» вышел 24 сентября 2015 года.

## Сюжет
Действие фильма происходит в двух временных отрезках: меньшая часть действия происходит в 60—70-х годах XX века, а бо́льшая — в современный период.
Наше время. Два брата-гуцула Войтко и Станислав, которые живут по соседству, всю жизнь соревнуются друг с другом, так что соперничество стало смыслом их существования. Даже в преклонном возрасте они пытаются пережить друг друга, несмотря на рак и больное сердце.
Однажды в их маленький провинциальный городок в Карпатах приезжает писательница, специализирующаяся на религиозной литературе, которая читает в местном монастыре лекцию про святых и юродивых. Среди слушателей — пожилой человек, которого зовут Войтко. Писательница постепенно входит в жизнь Войтка, знакомится с его братом и погружается в несчастливые судьбы братьев. Она узнаёт историю любви и ненависти Войтка и Станислава, которые на протяжении всей жизни делили мать, игрушки, право называться лучшим, жилище и даже одну женщину — Ивгу. У Ивги был сын Демийон, которого братья тоже делили, не зная, кто является его настоящим отцом. Кульминацией этой борьбы стала смерть их сына и жены, после чего они не разговаривают более 40 лет, винят в произошедшем друг друга и желают друг другу смерти.
Писательница твёрдо решает помочь братьям наладить отношения. Таким образом она становится связующим звеном между двумя братьями, смысл жизни которых — в противоборстве. Одновременно с этим писательница работает над книгой о святом Христофоре.

## В ролях
| Актёр             | Роль                                  |
| ----------------- | ------------------------------------- |
| Наталья Половинка | писательница                          |
| Виктор Демерташ   | старик Станислав                      |
| Олег Мосийчук     | старик Войтко                         |
| Роман Луцкий      | молодой Станислав                     |
| Николай Берёза    | молодой Войтко                        |
| Вероника Шостак   | Ивга                                  |
| Орест Ягиш        | Демийон, сын Ивги и одного из братьев |
| Юрий Денисенков   | Святой Христофор                      |

## Производство

### Разработка
Работа над проектом продолжалась пять лет. Режиссёр Виктория Трофименко заинтересовалась экранизацией романа «Шмелиный мёд» шведского писателя Торгни Линдгрен сразу после его прочтения. Она обратилась к атташе по вопросам культуры посольства Швеции на Украине Татьяне Некрасовой, которая предоставила контакты агента писателя. Линдгрен посмотрел видеоработы режиссёра и дал разрешение, но на студенческую работу, так как Трофименко собиралась делать студенческий фильм. За год стало ясно, что нужен коммерческий эксклюзивный опцион, который будет означать, что кроме Виктории Трофименко на протяжении нескольких лет никто не может снимать по этому роману. Виктория опять обратилась к Линдгрену, который согласился и дал бесплатный опцион на два года. Потом с помощью средств компании Nestlé режиссёр оплатила третий год опциона. Поиск средств для создания фильма продолжался три года. Только после того, как лента выиграла питчинг кинопроектов, то есть получила поддержку государства, присоединились Pronto Film и инвесторы. Перед тем, как найти инвесторов, Трофименко безуспешно пробовала собрать необходимую часть денег через международную краудфандинговую платформу Indiegogo.
При написании сценария Виктория Трофименко решила перенести скандинавский сюжет в украинские Карпаты из-за необходимости в горном ландшафте. Чтобы решить спорные моменты между автором и продюсером, компания Pronto Film пригласила профессионального скрипт-доктора Мигеля Мачалски, который откорректировал диалоги в фильме.

### Кастинг
Для многих актёров фильм «Братья» стал дебютом. Подбор актёров продолжался три месяца. Директор по кастингу Алла Самойленко путешествовала по Украине в поисках актёров, снимала на видео общение и фрагмент подготовленной сцены с теми, кто подходил, и отправляла режиссёру. Трофименко отбирала среди них нужных и приглашала в Киев. На роль старого Войтка рассматривался Пётр Мамонов, но православная вера заставила его отказаться от этого предложения. На молодую версию этой же роли рассматривался Евгений Гудзь, который тоже ответил отказом. Поскольку актрисе Веронике Шостак на момент съёмки картины ещё не было 18 лет, режиссёру пришлось убрать из сценария эротические сцены.

### Съёмки
Съёмочный период длился два года. Большая часть фильма была отснята в Карпатских горах в посёлке Синевирская Поляна, павильонные съёмки также велись в Киеве. Прежде чем выбрать Синевирскую Поляну в качестве места съёмок, создатели сходили в четыре экспедиции в разные местности, где наблюдали за пейзажами в разные времена года. В конце концов команда остановилась на Синевирской Поляне, поскольку в этих местах горы расположены близко друг к другу. Местные жители волновались, что съёмки будут мешать их работе и жизни, и в результате специально для съёмок был построен гуцульский хутор — были найдены старые полуразрушенные дома с выбитыми окнами, на месте которых построили новые.

### Темы и символизм
Главной темой «Братьев» является исповедь, которая в христианстве означает признание своих грехов и примирение с Богом. Также в фильме обыгрывается притча о том, как великан Святой Христофор нёс Иисуса Христа через реку, но не смог его удержать и упал под тяжестью всех человеческих грехов. Через изображения на кафеле, которым обложена печь в доме Войтка, в фильме показана молодость героев, история их деда, который собирал шмелиный мёд, пока не упал в яму, где и погиб. На нём много символических изображений, которые показывают противостояние братьев: два барана, два льва, дерево, солнце, луна. «Солнце и луна — это целостность, сочетание двух энергий у алхимиков, которая ведёт к совершенству. Это как два брата, которые разделены надвое, хотя могли бы быть одним идеальным человеком. К ним ходит одна и та же женщина и живёт с ними обоими», — отметила Виктория Трофименко. Режиссёр сама прописала сюжеты каждой плитки, которые затем расписала художница Екатерина Косьяненко. В фильме постоянно используются контрасты — затхлого, вонючего помещения и белоснежного снега, любви и ненависти, замкнутости и бесконечности. Резко контрастны и жилища братьев — тёмная и сырая лачуга Войтко, отражающая его собственный скрытный и мрачный характер, и дом Станислава, выкрашенный изнутри кричаще-ярко, что подчёркивает его наивность и неприспособленность к жизни, оборачивающуюся нерешительностью, а затем и горем. По словам Натальи Половинки, различия братьев напрямую связаны с их отношением к жизни — к боли и радости, «к соли жизни и её мёду».

### Музыка
Музыку к фильму написал Святослав Лунёв. Режиссёр хотела, чтобы звуковое сопровождение было на стыке классической и этнической музыки. Виктория Трофименко отметила, что в частности именно благодаря музыке в фильме удалось достигнуть ощущения «пограничного состояния между святыми и юродивыми», к которому она стремилась. Для усиления глубинного тона фильма актриса Наталья Половинка предложила напеть в нём украинские народные песни; так в картине появились песня «Ой у полі росли два дубочки», раскрывающая мотив двух братьев, и «Ой соловей, соловієчко», затрагивающая тему брака земли и неба.

## Премьера
Мировая премьера фильма прошла 28 ноября 2013 года в рамках главного конкурса на Индийском международном кинофестивале в Гоа. Украинская премьера ленты состоялась 18 сентября 2014 года, также в рамках главного конкурса, на киевском международном кинофестивале «Молодость». С предложениями о национальном широком прокате авторы поначалу обращались к большим дистрибьюторским компаниям, но те не рассчитывали на его коммерческий успех. В итоге за выпуск фильма взялась компания 86 PROKAT. Выход фильма в широкий прокат ожидался 4 декабря 2014 года, но вместо него состоялись отдельные допремьерные показы в разных городах. Окончательный общенациональный прокат начался 24 сентября 2015 года и, по данным продюсеров фильма, охватил 67 кинозалов в 25 городах. Широкому зрителю фильм продемонстрировали в 2015 году также в Швеции.
23 января 2016 года состоялась телевизионная премьера «Братьев» на телеканале «Интер» спустя три месяца после завершения проката в кинотеатрах.

## Восприятие

### Кассовые сборы
За первые выходные проката на Украине фильм «Братья» занял седьмое место: фильм посмотрели больше 4 тысяч зрителей, что принесло ему 187 тысяч гривен. Больше всего зрителей лента собрала на Западной Украине, а также в таких больших городах, как Киев, Одесса, Харьков, Днепропетровск. За вторые выходные фильм собрал 36 тысяч гривен и выбыл из первой десятки украинского проката.

### Критика
Кларенс Цуй из The Hollywood Reporter отметил музыку, актёрскую игру, а также скрупулёзную работу художника Влада Одуденко, которая дополнила образы главных героев-братьев. По мнению киноведа Милы Новиковой, «Братья» — одна из самых ярких украинских работ за последние четверть века в игровом украинском кино. «Образы двух персонажей, которые живут рядом и враждуют до самой смерти — это фреска современного украинского общества, очень мощно выполненная с точки зрения режиссуры, с точки зрения драматургии, визуальной презентации идеи» — добавила она. Кинокритик «Зеркала недели» Антон Филатов назвал «Братьев» одним из самых сильных отечественных полнометражных дебютов периода украинской независимости, но вместе с тем отметил, что в целом в этом фильме у Виктории Трофименко чувствуется неопытность и искусственность начинающего режиссёра. Александр Гусев из «Украинской правды» оценил фильм на 3,5 балла из 5, написав, что он отличается от многих отечественных лент высоким техническим уровнем исполнения, достойной работой оператора и художников, колоритной фактурой крестьянского быта, но «в конечном счёте оказывается набором надуманных, неживых символов» и попыткой убежать от исторической конкретики во вневременные универсалии. Кинокритик «Российской газеты» Валерий Кичин написал о фильме: «Дебют Виктории Трофименко оказался, хоть и амбициозным, но непоправимо испорченным махровыми штампами — из них изложено то, что претендует быть философией фильма». В 2014 году «Братья. Последняя исповедь» был признан по итогам опроса украинских киножурналистов самой интересной отечественной лентой из числа тех, с которыми они ознакомились не в прокате, а на специальных событиях и кинопоказах, набрав 5,3 балла из 6.
На Московском международном кинофестивале, по словам режиссёра, фильм восприняли как аллюзию на отношения Украины и России: некоторые зрители плакали и приносили извинения.

## Награды и признание
«Братья. Последняя исповедь» был одним из возможных кандидатов на выдвижение Украиной на премию «Оскар-2016» в номинации «Лучший фильм на иностранном языке». Однако выдвижение не состоялось из-за прошлогоднего скандала с заявками фильмов «Поводырь» и «Племя», в результате которого украинский оскаровский комитет был расформирован. Взявший на себя задачу отбора претендентов Союз кинематографистов Украины в срок заявку подать не успел.
24 октября 2016 года Национальный союз кинематографистов Украины выдвинул кинокартину и её создателей — Викторию Трофименко, Ярослава Пилунского, Владлена Одуденко, Олега Мосийчука и Виктора Демерташа — на Национальную премию Украины имени Тараса Шевченко в номинации «Киноискусство», однако в итоге «Братья» уступили мультсериалу «Моя страна — Украина» режиссёра Степана Коваля.
| Награды и номинации фильма «Братья. Последняя исповедь» | Награды и номинации фильма «Братья. Последняя исповедь»                        | Награды и номинации фильма «Братья. Последняя исповедь» | Награды и номинации фильма «Братья. Последняя исповедь» | Награды и номинации фильма «Братья. Последняя исповедь» | Награды и номинации фильма «Братья. Последняя исповедь» |
| Год                                                     | Кинопремия / Кинофестиваль                                                     | Категория / Награда                                     | Номинант                                                | Результат                                               |                                                         |
| ------------------------------------------------------- | ------------------------------------------------------------------------------ | ------------------------------------------------------- | ------------------------------------------------------- | ------------------------------------------------------- | ------------------------------------------------------- |
| 2013                                                    | Индийский международный кинофестиваль в Гоа                                    | «Золотой Павлин» за лучший фильм                        | «Братья. Последняя исповедь»                            | Номинация                                               |                                                         |
| 2014                                                    | Шанхайский международный кинофестиваль                                         | Лучший фильм («Панорама»)                               | «Братья. Последняя исповедь»                            | Номинация                                               |                                                         |
| 2014                                                    | Московский международный кинофестиваль                                         | «Золотой Святой Георгий» за лучший фильм                | «Братья. Последняя исповедь»                            | Номинация                                               |                                                         |
| 2014                                                    | Московский международный кинофестиваль                                         | «Серебряный Святой Георгий» за лучшую женскую роль      | Наталья Половинка                                       | Победа                                                  |                                                         |
| 2014                                                    | Московский международный кинофестиваль                                         | Приз жюри российской кинокритики                        | «Братья. Последняя исповедь»                            | Победа                                                  |                                                         |
| 2014                                                    | Международный кинофестиваль FerFilm                                            | Лучший фильм                                            | «Братья. Последняя исповедь»                            | Номинация                                               |                                                         |
| 2014                                                    | Румынский международный кинофестиваль                                          | Лучший фильм                                            | «Братья. Последняя исповедь»                            | Номинация                                               |                                                         |
| 2014                                                    | Румынский международный кинофестиваль                                          | Награда Opera Prima за лучший дебют                     | «Братья. Последняя исповедь»                            | Победа                                                  |                                                         |
| 2014                                                    | Международный кинофестиваль «Киношок» в Анапе                                  | Награда за лучший сценарий                              | Виктория Трофименко                                     | Победа                                                  |                                                         |
| 2014                                                    | Багдадский международный кинофестиваль                                         | Приз жюри                                               | «Братья. Последняя исповедь»                            | Победа                                                  |                                                         |
| 2014                                                    | Киевский Международный кинофестиваль «Молодость»                               | «Скифский олень» за лучший фильм                        | «Братья. Последняя исповедь»                            | Номинация                                               |                                                         |
| 2014                                                    | Трускавецкий международный кинофестиваль телевизионных фильмов «Корона Карпат» | Лучшая операторская работа                              | Ярослав Пилунский                                       | Победа                                                  |                                                         |